# Linn County (Kansas)
Das Linn County ist ein County im US-Bundesstaat Kansas. Der Verwaltungssitz (County Seat) ist Mound City. Das U.S. Census Bureau hat bei der Volkszählung 2020 eine Einwohnerzahl von 9591 ermittelt.
Das Linn County ist Bestandteil der Metropolregion Kansas City.

## Geographie
Das County liegt im Osten von Kansas, grenzt an Missouri und hat eine Fläche von 1570 Quadratkilometern, wovon 20 Quadratkilometer Wasserfläche sind. Es grenzt an folgende Countys:
| Franklin County | Miami County   |               |
| Anderson County | Kompass        | Bates County  |
| Allen County    | Bourbon County | Vernon County |

## Geschichte

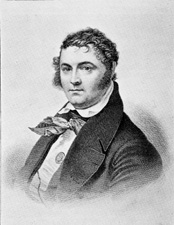
L. F. Linn

Das Linn County wurde am 26. Februar 1867 aus als frei bezeichneten – in Wirklichkeit aber von Indianern besiedelten – Territorium gebildet. Benannt wurde es nach Lewis Fields Linn, einem US - Senator von Missouri.

Im Linn County liegt eine National Historic Landmark, die Marais des Cygnes Massacre Site. Insgesamt sind 8 Bauwerke und Stätten des Countys im National Register of Historic Places eingetragen (Stand 30. August 2017).

## Demografische Daten
Nach der Volkszählung im Jahr 2010 lebten im Linn County 9656 Menschen in 4022 Haushalten. Die Bevölkerungsdichte betrug 6,2 Einwohner pro Quadratkilometer.
Ethnisch betrachtet setzte sich die Bevölkerung zusammen aus 96,4 Prozent Weißen, 0,4 Prozent Afroamerikanern, 0,7 Prozent amerikanischen Ureinwohnern, 0,3 Prozent Asiaten sowie aus anderen ethnischen Gruppen; 1,5 Prozent stammten von zwei oder mehr Ethnien ab. Unabhängig von der ethnischen Zugehörigkeit waren 1,9 Prozent der Bevölkerung spanischer oder lateinamerikanischer Abstammung.
In den 4022 Haushalten lebten statistisch je 2,38 Personen.
23,2 Prozent der Bevölkerung waren unter 18 Jahre alt, 57,5 Prozent waren zwischen 18 und 64 und 19,3 Prozent waren 65 Jahre oder älter. 49,9 Prozent der Bevölkerung war weiblich.

Das jährliche Durchschnittseinkommen eines Haushalts lag bei 41.597 USD. Das Prokopfeinkommen betrug 21.731 USD. 12,8 Prozent der Einwohner lebten unterhalb der Armutsgrenze.

## Städte und Gemeinden
Citys
| - Blue Mound - La Cygne - Linn Valley - Mound City | - Parker - Pleasanton - Prescott |

Unincorporated Communitys
- Boicourt
- Cadmus
- Centerville
- Critzer
- Dunlay
- Farlinville
- Goodrich
- Mantey
- Trading Post

Townships
- Blue Mound Township
- Centerville Township
- Liberty Township
- Lincoln Township
- Mound City Township
- Paris Township
- Potosi Township
- Scott Township
- Sheridan Township
- Stanton Township
- Valley Township